# The Christmas Spirit
The Christmas Spirit ist das 17. Studioalbum des US-amerikanischen Country-Sängers Johnny Cash. Es erschien im November 1963 bei Columbia Records und wurde von Don Law und Frank Jones produziert.
Nachdem er mit Hymns by Johnny Cash und Hymns from the Heart bereits zwei religiöse Alben aufgenommen hatte, war The Christmas Spirit sein erstes Weihnachtsalbum. Überraschend belegte es in den Billboard-Pop-Charts Platz sieben und wurde damit ein großer Erfolg, obwohl es keine guten Kritiken erhielt.

## Inhalt
Das Album ist eine Mischung aus eigenen Kompositionen und bekannten Standards. Cash selbst schrieb neben dem Titelsong auch noch The Gifts They Gave und We Are the Shepherds. Gemeinsam mit June Carter schrieb er Who Kept the Sheep. Ringing the Bells for Jim war eine Zusammenarbeit mit Jan Howard, die gemeinsam mit June Carter auch Christmas as I Knew It verfasst hatte. Ein weiteres Stück mit dem Titel Here Was a Man komponierte Cash gemeinsam mit Tex Ritter.
Es folgen Standards wie Silent Night, Blue Christmas oder Little Drummer Boy. Des Weiteren vertont Cash die beiden klassischen Gedichte Ballad of the Harp Weaver von Vincent Millay und I Heard the Bells on Christmas Day von Henry Wadsworth Longfellow, das für Cash von John B. Calkin adaptiert worden war.

## Titelliste
1. The Christmas Spirit (Cash)
2. I Heard the Bells on Christmas Day (Henry Wadsworth Longfellow, John B. Calkin)
3. Blue Christmas (Bill Hayes, Jay Johnston)
4. The Gifts They Gave (Cash)
5. Here Was a Man (Johnny Bond, Tex Ritter)
6. Christmas as I Knew It (June Carter, Jan Howard)
7. Silent Night (Franz Gruber, Joseph Mohr)
8. The Little Drummer Boy (Katherine Davis, Henri Onerati, Harry Simeone)
9. Ringing the Bells for Jim (Carter, Howard)
10. We Are the Shepherds (Cash)
11. Who Kept the Sheep (Cash, Carter)
12. Ballad of the Harp Weaver (Vincent Millay)

## Charts und Chartplatzierungen
Das Album belegte Platz 7 der Billboard-Pop-Album-Charts. Die Single Little Drummer Boy war erstmals 1959 erschienen und hatte zu jener Zeit Rang 24 der Single-Country-Charts erreicht.

## Kritiken
Bei allmusic.com erhielt das Album lediglich zwei von fünf Sternen.
Peter Hogan schrieb in seinem Johnny-Cash-Handbuch Story und Songs kompakt, dass auf der Scheibe nichts Essentielles zu finden sei und dies nicht einmal für Hörer, die Weihnachtsalben sammeln. Er kritisiert vor allem die Hintergrundsänger und furchtbare Arrangements bei Stücken wie Blue Christmas.